# Getulio Moroncini
Getulio Moroncini (Recanati, 1871 – Napoli, 1954) è stato un critico letterario italiano, uno dei primi critici e studiosi dell'opera di Giacomo Leopardi,  assieme ai fratelli Francesco e Gaetano.

## Biografia
Nato a Recanati e rimasto orfano di padre in tenera età, crebbe con la madre e una zia assieme alla sorella Ida (poi divenuta suora) e ai due fratelli Gaetano e Francesco con i quali condivise una viva passione per lo studio, in particolare per l'opera del recanatese Giacomo Leopardi, tant'è che dopo essersi brillantemente laureati in Lettere essi furono tra i primi a dedicarsi con passione allo studio del sommo poeta con opere di carattere filologico e letterario poi raccolte nell'importante volume Saggi Leopardiani che ha avuto nel corso degli anni numerose edizioni, anche in tempi recenti per merito di Franco Foschi.
Così come i fratelli, Getulio Moroncini si dedicò anche all'insegnamento trasferendosi dalle Marche in Campania ove fu dapprima professore al Convitto Nazionale Pietro Giannone di Benevento e poi in vari istituti superiori di Napoli tra cui i licei Vico, Vittorio Emanuele II e Genovesi; ritiratosi in pensione, tenne alcune lezioni all'Istituto Maria Ausiliatrice.
Benché appassionato, come i germani, soprattutto all'opera leopardiana, scrisse nell'arco della carriera - dal 1892 alla morte - anche opere su altri argomenti, dedicandosi ad esempio allo studio del Manzoni, dei classici latini e di grandi autori dell'arte italiana (Raffaello Sanzio) e napoletana, tra i quali in particolare Domenico Morelli e Filippo Palizzi, senza tuttavia trascurare aspetti di carattere religioso (ad es. San Giovanni Leonardi e la Santa Casa di Loreto), studi sul dialetto recanatese e sulla poetessa Maria Alinda Bonacci Brunamonti nonché la redazione di testi e antologie ad uso scolastico.
Scrisse inoltre per alcuni periodici tra cui L'Osservatore Romano e la Rivista di scienze, lettere e arti, nonché per gli annuari di vari licei napoletani.
Scomparso il fratello Francesco nel 1935, quattro anni più tardi ebbe l'incarico e il privilegio di rappresentare la famiglia Leopardi e il Comune di Recanati in occasione della traslazione dei resti di Leopardi dalla chiesa di San Vitale a Fuorigrotta (Napoli) al vicino parco di Piedigrotta, portando l'urna accompagnato dalla figlia Annamaria (1924-2014), ultima nata dalle sue seconde nozze con Luisa Giordano dopo Guglielmo e Cecilia.
Lungamente ricordato nell'ambiente scolastico per la straordinaria preparazione e la grande severità, Getulio Moroncini si spense nella sua casa in Via del Rione Sirignano a Napoli, città ove visse gran parte della sua vita e dove fu sepolto al cimitero di Poggioreale.
Ultimo rappresentante della famiglia Moroncini è Bruno Moroncini, nipote di Gaetano Moroncini, Ordinario di Filosofia morale presso l'università di Salerno, studioso di antropologia, filosofia e psicanalisi, nonché autore di numerosi saggi.

## Curiosità
- Relativamente al proprio nome di battesimo decisamente non comune, Getulio Moroncini si vantava d'esser l'unico ad averlo oltre al presidente brasiliano Getulio Vargas e, a tale proposito un giorno scrisse una lettera al celebre giornalista Ugo Ricci - che curava la rubrica "Mosconi" su un quotidiano napoletano - quasi per metterlo alla prova circa la sua origine: Ricci, che si firmava con lo pseudonimo Triplepatte, colse l'ironia del professore e rispose pressappoco così: "Getulio fu un Santo, morto martire per aver portato questo nome!".

## Opere
- L'inno ai patriarchi del Leopardi e del Mamiani: esegesi e raffronto critico, 1892
- Sull'autenticità delle favole di Fedro,  Roma, E. Loescher 1894
- Homerus - Il libro 21 dell'Odissea con note del dott. Getulio Moroncini, Milano, G. B. Paravia e C. Editore 1898
- Un prelato epicureggiante del secolo XVII
- Sul classicismo di Quinto Settano
- L'ideale cristiano nell'opera letteraria di Manzoni, Napoli, G. Casella, 1924
- Nel mondo femminile dei Promessi Sposi,  conferenza tenuta il 10 maggio 1924 nel gran salone del Circolo Calabrese da Getulio Moroncini, Napoli, P. Federico & G. Ardia 1925
- Il Curculione di B. Menzini e il Filodemo di L. Segardi, 1930
- Leopardi e la filosofia cristiana
- Saggi Leopardiani (con i fratelli Gaetano e Francesco Moroncini), edizioni varie
- Splendori di fede e di arte a Loreto
- La Santa Casa di Loreto e la critica storica
- Nel silenzio di Didone nell'ade (nel secondo millenario della nascita di Virgilio)
- Il subcosciente nella poesia virgiliana, Napoli, Stabilimento industrie editoriali meridionali, 1931
- Temi di versione dal latino per le scuole medie superiori, Roma, Dante Alighieri, 1932
- L'arte di Filippo Palizzi, Napoli, S.I.E.M. 1932
- Il genio di Domenico Morelli, Napoli, Morano, 1933
- Il genio di Raffaello, glorificatore del Rinascimento, Roma, Aspetti letterari 1934
- Raffaello Sanzio e Giacomo Leopardi
- Giacomo Leopardi e Domenico Morelli, Napoli, Industrie editoriali meridionali, 1934
- Interpretazioni di San Girolamo nella pittura italiana dagli umbri al Domenichino
- Temi di versione dall'italiano in latino per le scuole medie superiori, Roma, Albrighi & Segati e C. 1936
- Temi greci scelti e annotati per le classi liceali, Milano, Società anonima editrice Dante Alighieri 1936
- Riflessi leopardiani nei "Canti" di M. Alinda Brunamonti Bonacci
- Il Clitunno nella visione poetica di Maria Alinda Bonacci Brunamonti
- Il natìo loco nella lirica di Leopardi e Carducci, Recanati, Simboli 1937
- Giacomo Leopardi e la filosofia cristiana, discorso tenuto il 26 maggio 1937 nel Chiostro monumentale di Santa Chiara per iniziativa dell'Associazione cattolica Napoletana, Napoli 1937
- Un eroe della santità: Giovanni Leonardi, Napoli 1938
- Il vernacolo recanatese e la lingua letteraria, Recanati, Simboli 1942
- Antologia greca ad uso del ginnasio superiore
- Temi greci, Roma, Società anonima editrice Dante Alighieri, 1943